# Amilcare Anguissola (politique)
Pour les articles homonymes, voir Amilcare Anguissola et Anguissola.
Le conte Amilcare Anguissola (né le 23 février 1820 à Naples et mort le 16 avril 1901  dans la même ville) est un militaire et un homme politique italien.

## Biographie
Amilcare Anguissola a été député du royaume d'Italie durant la VIIIe législature et la XIIIe législature.